# Racoș
Racoș  là một xã thuộc hạt Brașov, România. Dân số thời điểm năm 2002 là 3159 người.